# Longting
Der Stadtbezirk Longting (chinesisch 龙亭区, Pinyin Lóngtíng Qū) gehört zum Verwaltungsgebiet der bezirksfreien Stadt Kaifeng in der chinesischen Provinz Henan. Er hat eine Fläche von 344 km² und 436.000 Einwohner (Stand: Ende 2018).
Die Bevölkerungszählung des Jahres 2000 hatte eine Gesamtbevölkerung von 87.411 Personen in 22.569 Haushalten ergeben, davon 44.023 Männer und 43.388 Frauen. Diese Zahl bezieht sich auf die Größe Longtings vor der Zusammenlegung mit Jinming, als das Territorium von Longting noch 91,51 Quadratkilometer umfasste.

## Administrative Gliederung
Auf Gemeindeebene setzt sich der Stadtbezirk per Ende 2018 aus acht Straßenvierteln, einer Großgemeinde, vier Gemeinden und einer staatlichen Farm zusammen. Diese sind:
- Straßenviertel Beishudian (北书店街道), Wuchaomen (午朝门街道), Daxing (大兴街道), Beidaomen (北道门街道), Longting (城西街道), Liangyuan (梁苑街道), Songcheng (宋城), Xincheng (新城街道)
- Großgemeinde Xinghuaying (杏花营镇)
- Gemeinden Beijiao (北郊乡), Liuyuankou (柳园口乡), Xijiao (西郊乡), Shuidao (水稻乡)
- staatliche Farm Xinghuaying (杏花营农场)[4]

Die beiden Straßenviertel Chengxi, Liangyuan, die Großgemeinde Xinghuaying, die beiden Gemeinden Xijiao und Shuidao sowie die staatliche Farm gehörten bis zum Jahre 2016 zum Stadtbezirk Jinming, der aufgelöst und mit Longting zusammengelegt wurde.